# Pârgărești
Pârgărești è un comune della Romania di 4 889 abitanti, ubicato nel distretto di Bacău, nella regione storica della Moldavia.